# Palacio Quitandinha

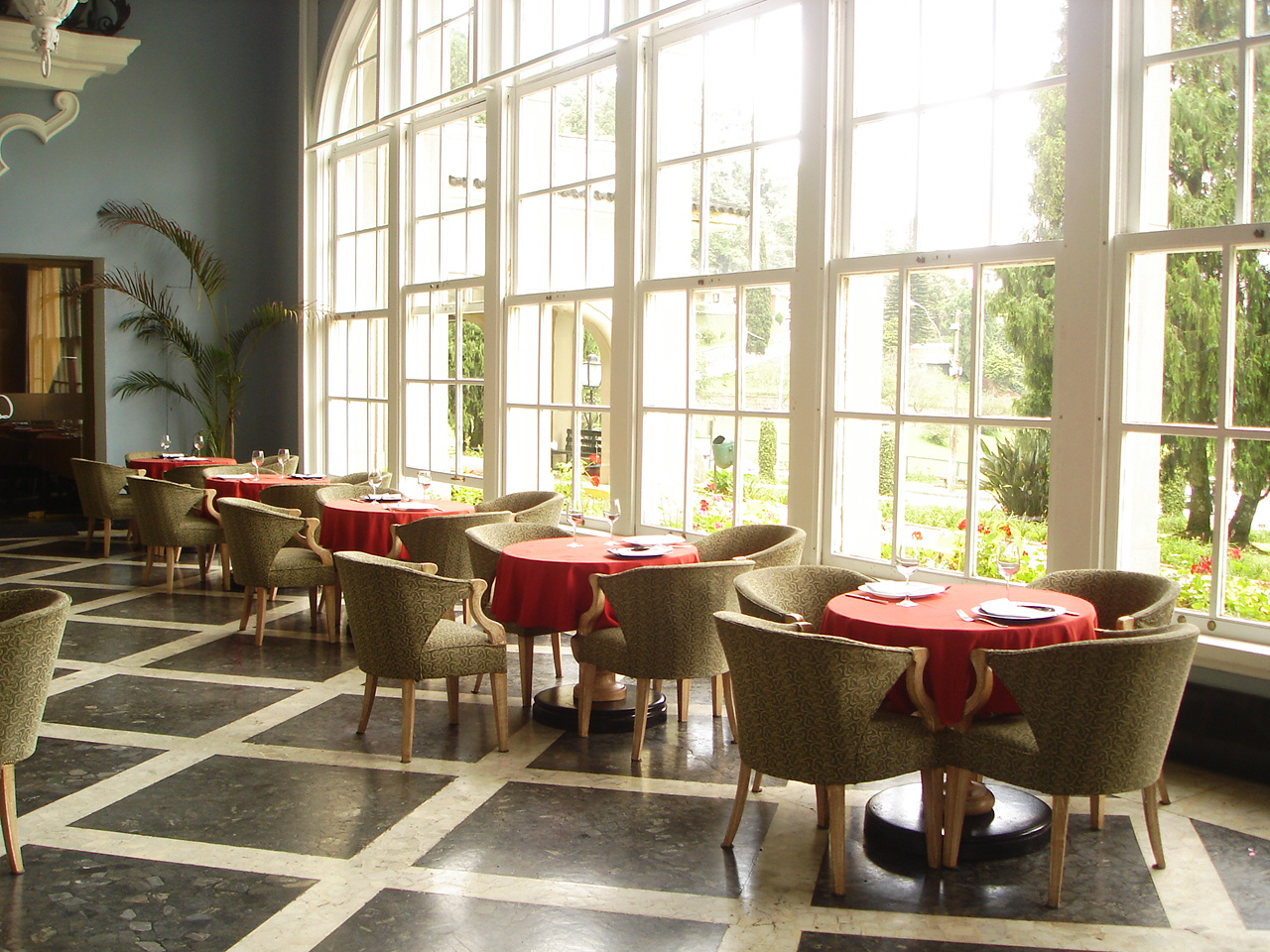
Restaurante.

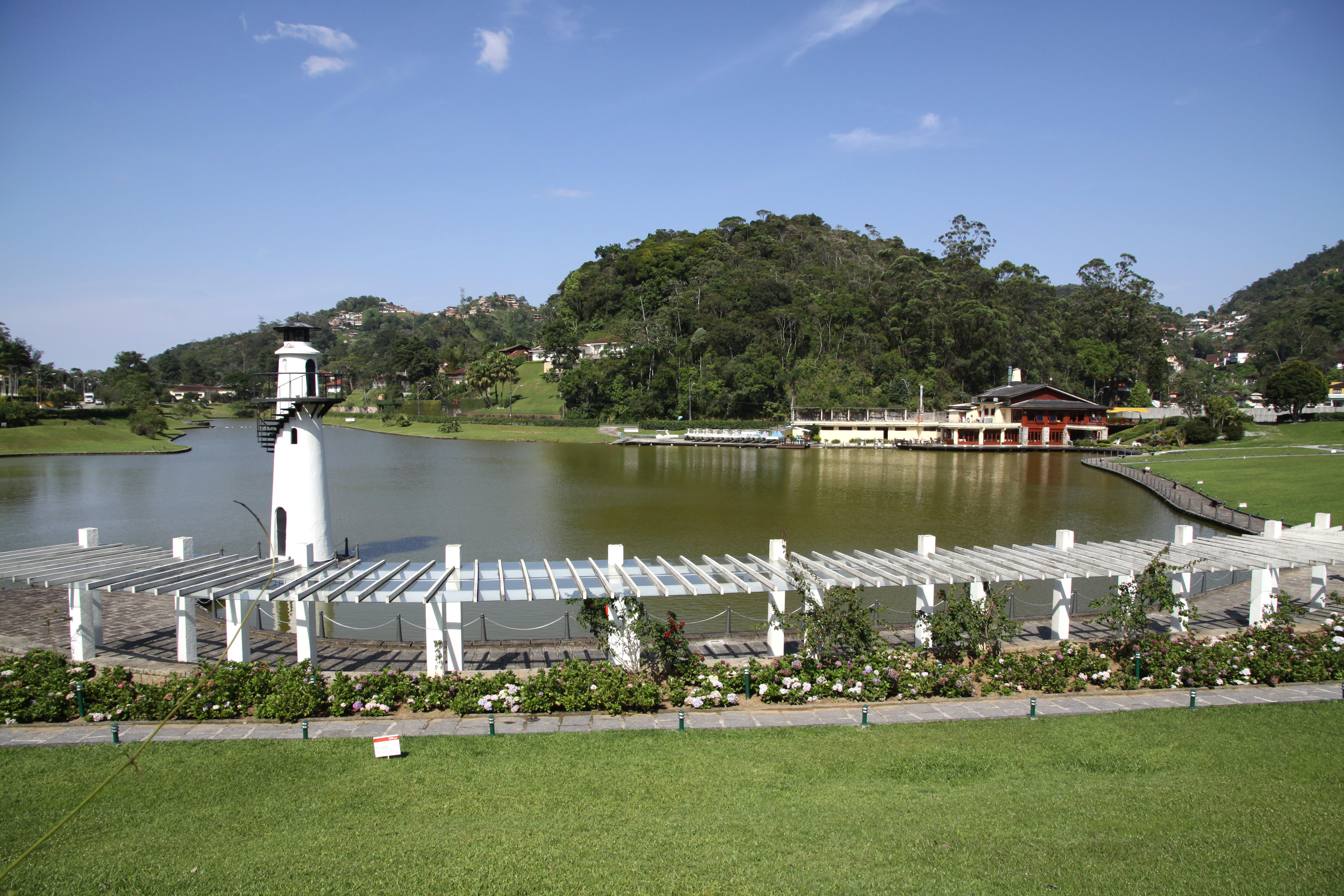
Lago artificial frente al palacio.

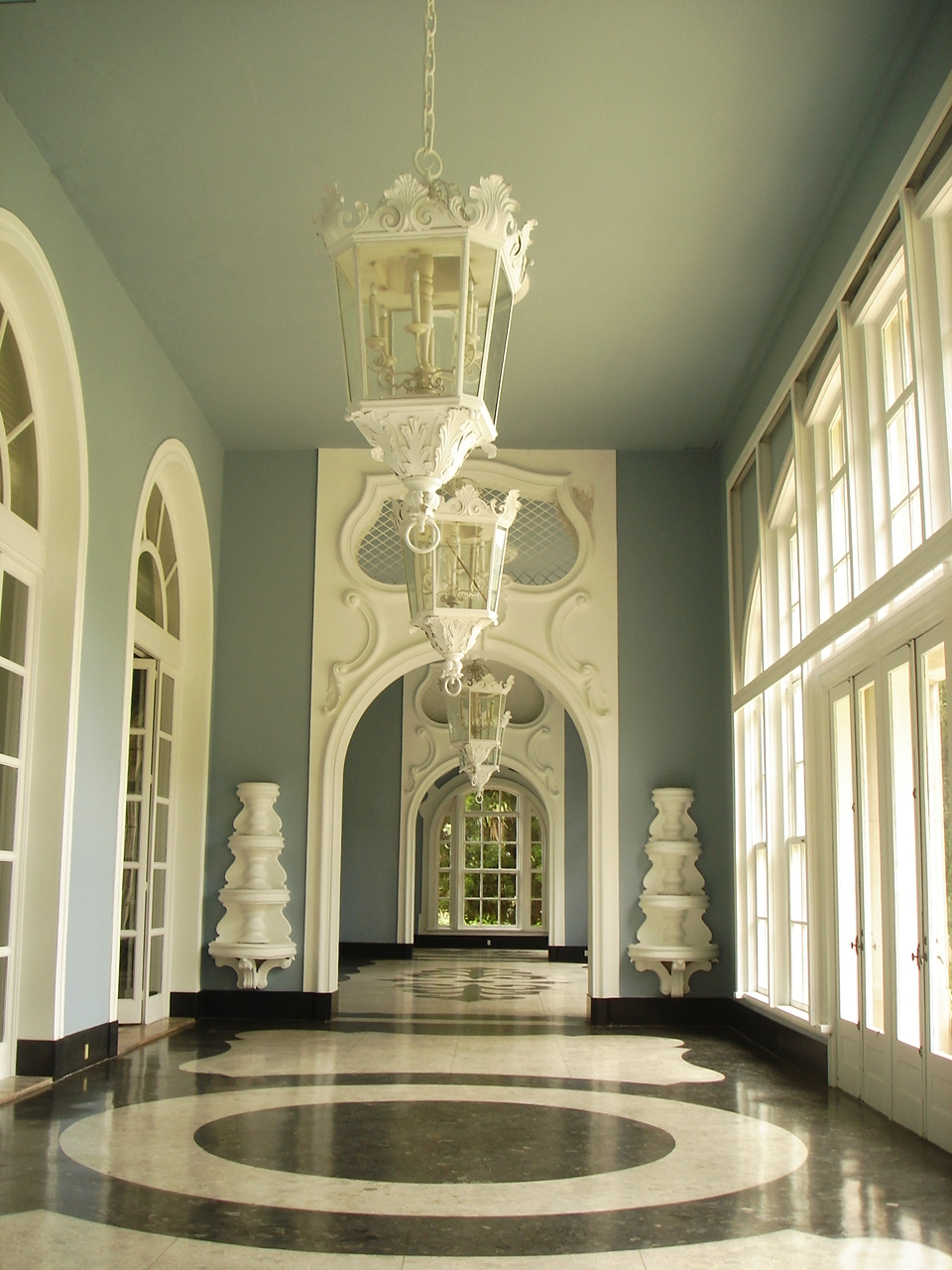
Interior del Palacio Quitandinha.

El Palacio Quitandinha (en portugués: Palácio Quitandinha) es un palacio brasileño, ubicado en Petrópolis, estado de Río de Janeiro. Es el palacio más grande de Brasil y uno de los mayores de América Latina, con 50.000 m² de área construida y seis pisos, divididos en 440 apartamentos y 13 grandes salones de hasta 10 metros de altura. La cúpula del salón Mauá llegó a ser la segunda más grande del mundo, con 30 m de altura y 50 m de diámetro.

## Historia
Fue construido en 1944 por el arquitecto italiano Luis Fossati, a iniciativa del empresario Joaquim Rolla, con el objetivo de ser el hotel casino más grande de América Latina. El estilo de su fachada es el normando-francés, que tiene varios ejemplos en la arquitectura de Petrópolis. La decoración de su interior corresponde al estilo rococó y fue responsabilidad de Dorothy Draper, diseñadora de interiores y escenógrafa de Hollywood.
Está ubicado en el barrio Quitandinha de Petrópolis, que debe su nombre al almacén y parador de viajeros que a principios del siglo XX existía en el lugar de edificación del edificio. El terreno donde se construyó era propiedad de Antonnio Faustino, ingeniero jefe y vicedirector del Ferrocarril Central de Brasil, cuya hermana Margherita se casó con Joaquim Rolla. Faustino ya era propietario del castillo Montebello Medieval en Teresópolis.
Para su construcción se utilizó arena de la playa de Copacabana, de Río de Janeiro. El lago artificial frente a su fachada principal tiene la forma del mapa de Brasil y fue construido como reserva de agua ante posibles incendios.
Su auge coincidió con la época de oro del cine y de la radio, del teatro de revistas y de los casinos. Sus salones fueron visitados por personalidades del cine como Errol Flynn, Orson Welles, Lana Turner, Henry Fonda, Maurice Chevalier, Greta Garbo, Walt Disney, Carmen Miranda, Bing Crosby, entre otros. También por líderes políticos como Harry Truman, el rey Carlos II de Rumania y Evita Perón. Algunas importantes personalidades brasileñas poseyeron apartamentos, entre ellos los expresidentes Getúlio Vargas y Eurico Gaspar Dutra.
En sus dependencias Getúlio Vargas firmó la declaración de guerra de Brasil contra las potencias del Eje, durante la Segunda Guerra Mundial. Entre el 15 de agosto y el 2 de septiembre de 1947 se celebró la Conferencia Interamericana de 1947; conocida como «Tratado de Quitandinha», «Tratado de Río de Janeiro» o «Pacto de Petrópolis»; que dio origen al Tratado Interamericano de Asistencia Recíproca (TIAR).
En 1957 se realizó la 16.ª Conferencia Mundial de Escultismo, que contó con representantes de 23 países asociados a la WAGGGS (Asociación Mundial de las Muchachas Guías y las Guías Scouts).
El 30 de mayo de 1946, el presidente Eurico Gaspar Dutra decretó la prohibición de los juegos de azar en Brasil y el Quitandinha dejó de ser rentable como hotel. Sus apartamentos fueron vendidos por Joaquim Rolla a partir de 1963, convirtiéndolo en uno de los mayores clubes del mundo, que logró muchos beneficios económicos con el crecimiento de la economía brasileña en los años 1970. Pero el mantenimiento del edificio se volvió inviable tras la venta de muchos títulos de socios fijos que no pagaban mensualidad.
Otro hecho que complicó la situación del club fue el aumento de la inflación en Brasil y el aumento de los turistas hacia el litoral fluminense (Cabo Frío, Armação dos Búzios) lo que disminuyó aún más el número de socios aportantes. El club no pudo mantenerse debido a su alto costo, que lo convertía en el más caro de América Latina.
El 25 de abril de 1991, el conjunto arquitectónico paisajístico del Hotel Quitandinha fue declarado Patrimonio Cultural por el Instituto Estatal de Patrimonio Cultural (INEPAC) del estado de Río de Janeiro.

## Administración
Es administrado y mantenido por la SESC y su juego de bolos y parte de sus salones están abiertos al público. También cuenta con una pista de patinaje sobre hielo y un restaurante. El área social es utilizada para congresos, espectáculos, ferias y otros eventos. Su teatro, con capacidad para 1.200 personas, y sus salones son utilizados para el Festival de Invierno de Petrópolis y para el de SESC-Quitandinha.
El área de apartamentos es privada y cada apartamento tiene su propio dueño. Varias habitaciones del antiguo hotel fueron compradas y anexadas a otras, formando así apartamentos con amplios espacios y mayor valor agregado. El alto costo del condominio y la distancia hasta el centro de Petrópolis había desestimulado la compra de inmuebles en el edificio durante mucho tiempo, pero varias familias de clase media alta y alta se alojaron allí a partir de la restauración que se dio a consecuencia de la tercerización de la administración estructural en favor del SESC. El resurgimiento de las actividades culturales y de entretenimiento en el área social, más la belleza del edificio y de su entorno, han impulsado la construcción en la zona.